# Azienda Elettrica Ticinese
L'Azienda Elettrica Ticinese (AET) è un ente commerciale svizzero di proprietà del Canton Ticino, avente come attività la produzione, il trasporto ed il commercio di energia elettrica.
AET venne fondata nel 1958 allo scopo di provvedere all'approvvigionamento di energia elettrica del Cantone, sia tramite attività di trading sia con lo sfruttamento delle risorse idroelettriche locali.

## Produzione idroelettrica
La struttura attuale di AET è costituita da sei centrali idroelettriche di proprietà, per una potenza installata complessiva di 302 MW, e da una rete di trasporto regionale a media e alta tensione (150 kV, 50 kV e 16 kV), composta da 22 sottostazioni (380 kV, 220 kV, 150 kV e 50 kV) e 116 cabine di trasformazione. L'Azienda è inoltre il partner di riferimento del gestore nazionale Swissgrid a Sud delle Alpi e fornisce servizi di manutenzione dell'intera rete ad alta tensione sul territorio del Ticino e del Moesano, nel Canton Grigioni.
Gli impianti di produzione sono:
- Impianto Lucendro
- Impianto Stalvedro
- Impianto Tremorgio
- Impianto Piottino
- Impianto Nuova Biaschina
- Impianto Ponte Brolla

## Produzione eolica e fotovoltaica
Oltre alla produzione idroelettrica, AET può annoverare tra i suoi impianti il primo parco eolico in Ticino situato sul Passo del San Gottardo, il quale è stato messo in esercizio nell’autunno 2020 ed è composto da 5 aerogeneratori da 2.35 MW. L'impianto è stato realizzato dalla società Parco eolico del San Gottardo SA, partecipata al 70% da AET, al 25% dai Services Industriels de Genève (SIG) e al 5% dal Comune di Airolo, con un investimento complessivo di CHF 32 mio. Per quanto riguarda la produzione di energia fotovoltaica, AET può contare su 3.6 MW (2023) di potenza installata sui tetti di stabili pubblici e privati del Canton Ticino, con numerosi nuovi impianti attualmente in fase di costruzione.